# پلنگ‌گربه‌های آسیایی
پلنگ‌گربه‌های آسیایی (نام علمی: Prionailurus) نام یک سرده از زیرخانواده گربه‌ایان کوچک است.

## گونه‌ها
- گربه پلنگی (Prionailurus bengalensis)
- گربه خال‌زنگاری (Prionailurus rubiginosus)
- گربه ماهیگیر (Prionailurus viverrinus)
- گربه سرپخ (Prionailurus planiceps)